# Els Obacs (Rivert)
Els Obacs, és una obaga del terme municipal de Conca de Dalt, al Pallars Jussà, a l'antic terme de Toralla i Serradell, en el territori del poble de Rivert.
Estan situats al sud de Rivert, a la dreta del barranc dels Escarruixos i a l'esquerra del barranc de Rivert, al vessant septentrional del Serrat de l'Extrem.